# Bang supersonique
Pour les articles homonymes, voir Bang.
Le bang supersonique désigne l'onde sonore créée par un mobile à vitesse supersonique et sa propagation dans l'air.

## Les écoulements supersoniques

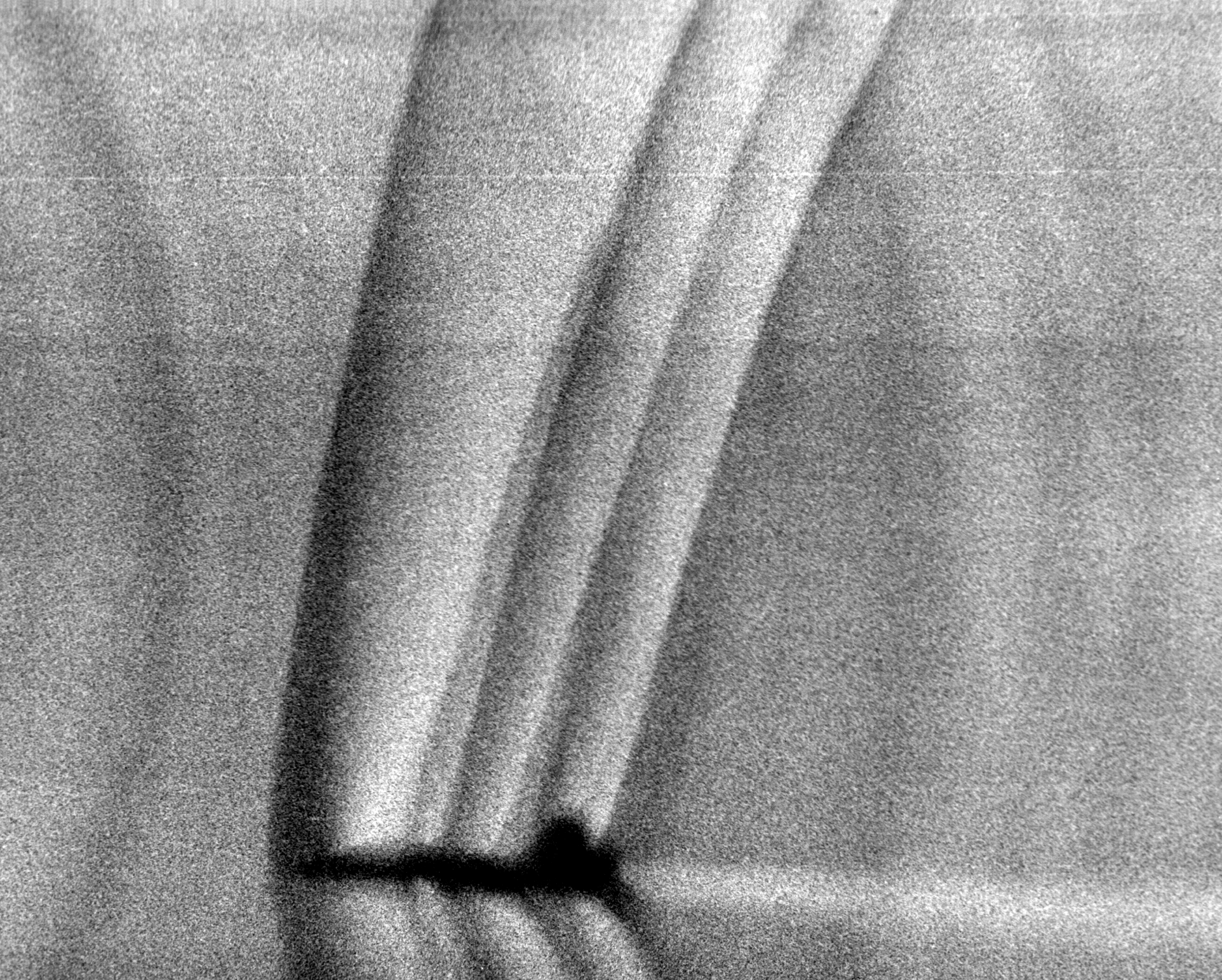
Photographie en strioscopie permettant de visualiser les changements de densité, et les ondes de choc dans un fluide en mouvement.

Le domaine dont il est question ici est régi par les équations d'Euler qui négligent les propriétés de transport, en particulier la viscosité. Elles sont décrites par un nombre sans dimension, le nombre de Mach noté M, rapport de la vitesse dans le milieu à la vitesse du son dans ce même milieu, environ 340 m/s pour l'air au repos. L'utilisation de cette quantité montre l'invariance  d'échelle : deux écoulements sur des corps homothétiques sont homothétiques. Ceci justifie l'emploi de maquettes pour les essais en soufflerie.
L'objet est supposé en vol supersonique, M > 1. Son déplacement génère à l'avant une onde de choc qui est une discontinuité de toutes les quantités du milieu, y compris de la vitesse de l'air, direction et module. Ces discontinuités sont décrites par les relations de Rankine-Hugoniot.

## Écoulement autour de l'objet et cône de Mach

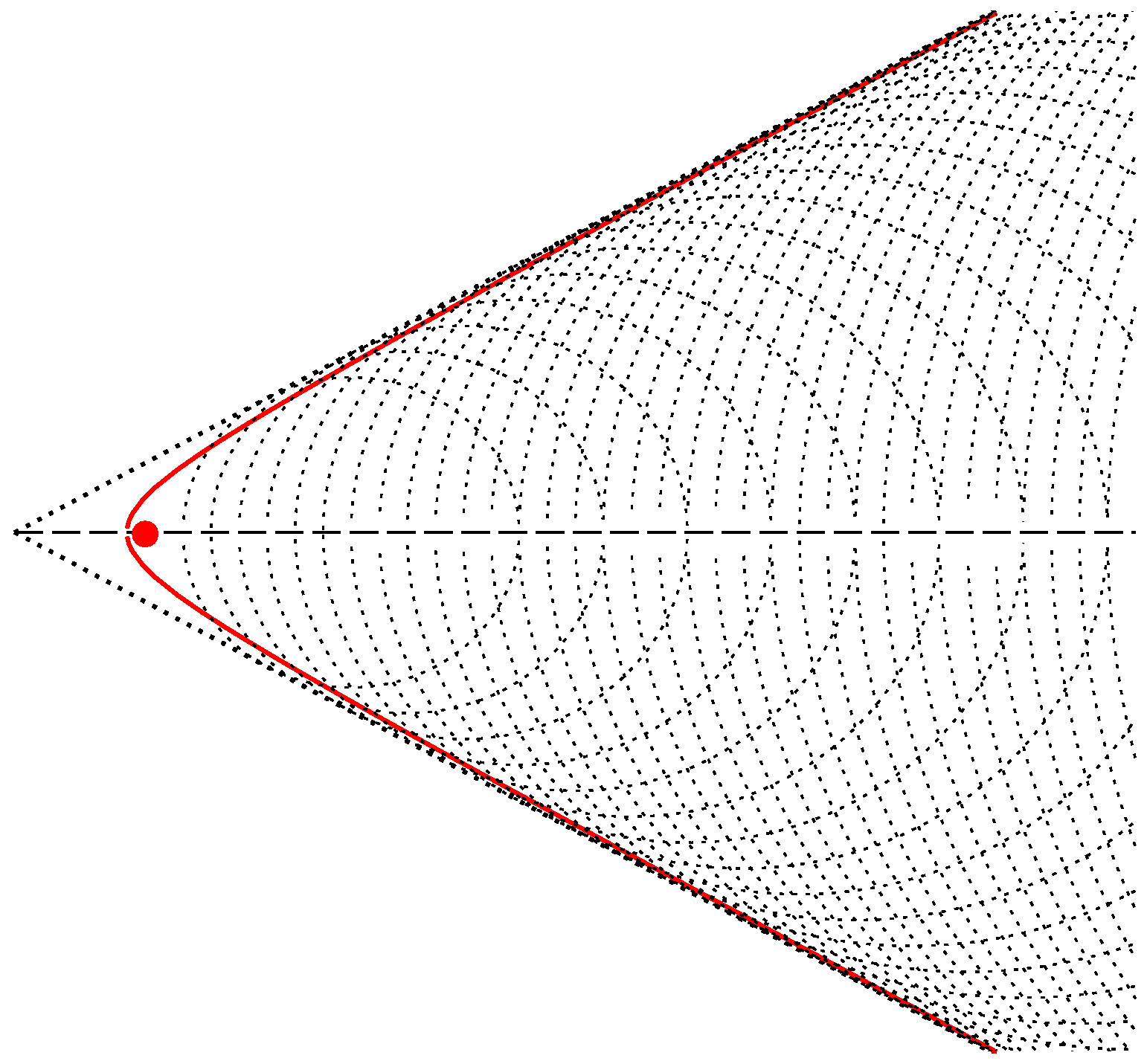
Écoulement autour d'une sphère à Mach=2. Onde choc (en rouge) et cône de Mach, enveloppe d'ondes sonores sphériques.

À une distance suffisante de l'avion l'onde de choc dégénère en une simple onde sonore qui se propage à la vitesse du son. Contrairement à l'onde de choc, elle ne modifie pas durablement le milieu traversé. À partir de cette distance tout se passe comme si l'avion avait généré une série continue de perturbations dont l'enveloppe constitue un cône. Le demi-angle au sommet (fictif) de celui-ci est égal à l'angle de Mach {\displaystyle \theta _{M}=\textstyle \arcsin 1/M}, cas particulier des relations de Rankine-Hugoniot donnant la pente du choc en tout point.
Cette onde de durée très courte est suivie par une détente correspondant à l'écoulement à l'arrière de l'objet, puis d'une recompression ramenant à la pression normale.

## L'onde sonore

Balayage du sol par une onde de Mach.

L'onde sonore qui se propage à longue distance balaie le sol à une vitesse de phase égale à la vitesse de l'avion. La trace du front de propagation est une hyperbole, intersection du cône avec la surface du sol supposée plane.
Cette onde est caractérisée :
- par son profil temporel, généralement en forme de N avec une montée en surpression très rapide, une descente vers des sous-pressions lente, puis une remontée également très rapide vers la pression ambiante[1],[2]. Le spectre est très large avec un contenu en infrasons important, un maximum vers 35 Hz et une décroissance comme le carré de la fréquence[3]. Les deux phénomènes rapides sont audibles mais pas la partie intermédiaire qui porte cependant la plus grande partie de l'énergie. Les deux étant séparées par un dixième de seconde environ dans le cas d'un chasseur, l'oreille ne les distingue pas. Il existe des contre-exemples avec les objets de grande taille comme Concorde ou la navette spatiale américaine pour laquelle l'intervalle monte à cinq dixièmes de seconde[4],[5].
- par la hauteur de la surpression qui est proportionnelle à la longueur de l'avion et varie comme {\displaystyle \textstyle d^{-3/4}}, d étant la distance de la source[2].

Ceci est valable pour un vol stabilisé (route, vitesse) mais ce profil de pression dépend également de beaucoup d'autres paramètres. En effet la quantité d'énergie rayonnée dans toutes les directions n'est pas constante. Ce point est important lorsque l'on souhaite diminuer le bang vers le sol d'un avion supersonique. C'est ce qui motive l'action de la NASA dans la mise au point du Lockheed Martin X-59 QueSST.
Dans le cas où l'appareil effectue une manœuvre le profil de l'onde peut être notablement modifié et prendre une forme en U provoquée par une focalisation et création d'une caustique. Le résultat du phénomène d'amplification locale du signal est parfois appelé « superbang ». Il s'accompagne d'une zone de silence voisine où le signal n'est pas propagé.
Les ondes sont réfractées par l'atmosphère et réfléchies par le sol.

## Quelques valeurs mesurées
Des valeurs de surpression au sol ont été mesurées par la NASA.
| Objet             | Vitesse   | Altitude(km) | Surpression (Pa) |
| ----------------- | --------- | ------------ | ---------------- |
| SR-71 Blackbird   | > Mach 3  | 24           | 43               |
| Concorde          | Mach 2    | 16           | 93               |
| F-104 Starfighter | Mach 1.93 | 15           | 38               |
| Navette spatiale  | Mach 1.5  | 1.25         | 18               |

À titre de comparaison la valeur nécessaire pour provoquer la rupture de vitres est de 200 Pa environ. Ce chiffre a été largement dépassé par l'onde créée par le superbolide de Tcheliabinsk.

## Nuisance sonore
Le bang supersonique est entendu de loin lorsqu'il se produit, ce qui occasionne des nuisances sonores. Celles-ci peuvent générer des protestations venant des populations environnantes, comme observé dès les années 1960 dans le cadre de l'Opération Bongo II aux États-unis ou plus tard sur le trajet du Concorde.